# Весняна хода королеви у Горянах
Весняна хода королеви в Горянах (хорв. Godišnji proljetni ophod kraljice u Gorjanima або хорв. Slavonske kraljice або хорв. Ljelje) — щорічний весняний ритуал, який виконується в селі Горяни, Славонія, Хорватія.
Весняна хода королеви в Горянах у 2009 році була внесено до Репрезентативного списку нематеріальної культурної спадщини людства.

## Історія
Легенда говорить про те, що село Горяни, що в Славонському регіоні північно-східної Хорватії, було захоплене під час турецької навали, яка була у XVI—XVII ст.  Турки захопили в полон усіх чоловіків села. Тоді жінки села одягли барвистий одяг і чоловічі шапки, прикрашені штучними квітами, та озброївшись серпами й косами, попрямували до турецького табору. Турки подумали, що вони привиди, злякалися і втекли. Так дружини села Горяни визволили своїх чоловіків, батьків і братів.  На згадку про цю подію в селі вже декілька століть проходить хода жінок.  Цей звичай зберігся до сьогодні у первозданному вигляді, окрім того, що нині жінки тримають шаблі замість серпів і кос.
Цей звичай був поширений по всій Славонії, Срему та Барані. Він почав зникати наприкінці 19 століття. Сьогодні весняна хода збереглася в своєму первісному вигляді в Горяні. Вона не проводилась тільки з 1956 по 2005 рік.  Весняна процесія в Горяні  охороняється ЮНЕСКО.   Мистецько-культурна асоціація «Gorjanac» в Горянах  має права на щорічну подію та відповідає за її збереження.

## Опис
Королеви (королевки) з села Горяни  - це звичайні місцеві дівчата, які у Трійцю проходять через своє село в процесії та виконують ритуал, що складається з особливих пісень і танців із шаблями.  Весняна хода селом починається на подвір’ї церкви. Процесія відвідає домівки людей, які висловили бажання, щоб їх відвідали. Дівчата в процесії поділяються на королев і королів.  Приблизно десять королів мають на голові чоловічі капелюхи, прикрашені квітами, та мають шаблі. Менша кількість королев на головах  мають білі корони, як у наречених. Процесія заходить до родин села та співає їм ліричні пісні. Найчастіше співають для дівчини, хлопця чи молодій нареченій. Потім королі під пісню королев виконують танець із шаблями. Далі йде народний танець, до якого можуть приєднатися всі. Після привітання королів та королев частують їжею та напоями. А потім процесія йде до іншої хати. На другий день Трійці процесія відвідує сусіднє село чи містечко.
Весняна хода є джерелом особливої гордості для жінок, які беруть у ній участь. Готує свято вся громада села, допомагає початкова школа, церква. Хоча значення та походження ритуалу невідомі, селяни вважають його символом Горян та демонстрацією краси та талантів своїх дітей.